# Airbus ACJ
Airbus prestiges ou Airbus ACJ (Airbus Corporate Jets) est une filiale d'Airbus SAS qui commercialise des avions d'affaires. La gamme d'Airbus ACJ est composée de 8 jets d'affaires : l'ACJ318, l'ACJ319neo, l'ACJ320neo, l'ACJ321neo, l'ACJ330, l'ACJ340, l'ACJ350 XWB et l'ACJ380 tous adaptés d'avion commerciaux fabriqués par Airbus .  

## Histoire
En 2000, Airbus crée un avion de prestige capable de transporter des hommes d'affaires à travers le monde grâce à un aménagement spécial augmentant le rayon d'action de l'avion. Par exemple, l'A318 a un rayon d'action de 5 950 km pour une capacité de 136 passagers, la version ACJ a un rayon d'action de 7 800 km et transporte 8 passagers.

### Les anciennes versions des ACJ
ACJ319 avait un rayon d'action de 11 100 km et pouvait transporter 19 passagers.
ACJ320 avait un rayon d'action de 7 964 km et pouvait transporter 19 passagers.
ACJ318 avait un rayon d'action de 7 778 km et pouvait transporter 19 passagers, la nouvelle version à un rayon d'action de 7 800 km et transporte 8 passagers.
En mai 2011, Airbus change le nom de l'A320 prestige en ACJ320. Un an plus tard, Airbus avait déjà livré 12 exemplaires de ce type.

#### Avion présidentiel
De 2002 à 2010 un ACJ319 faisait partie de la flotte des avions présidentiels français. Un ACJ319 est utilisé comme avion présidentiel allemand et 2 ACJ319 sont utilisés comme avions présidentiels italiens.

### Les ACJ NEO (New Engine Option)
Les versions NEO offrent une consommation réduite de 15 % et des émissions de NOx réduites de plus de 10 %, tout en offrant aussi une autonomie supérieure. Voir le tableau des caractéristiques techniques.

## Caractéristiques techniques

### Famille classique et famille neo
| Modèle                  | ACJ318    | ACJ319neo | ACJ320neo | ACJ321neo | ACJ330    | ACJ340    | ACJ350 XWB | ACJ380        |
| ----------------------- | --------- | --------- | --------- | --------- | --------- | --------- | ---------- | ------------- |
| Equipage                | 2         | 2         | 2         | 2         | 2         | 2         | 2          | 2             |
| Passager                | 8         | 8         | 8         | 8         | 25        | 25        | 25         | 50            |
| Longueur                | 31,45 m   | 33,84 m   | 37,57 m   | 44,51 m   | 58,37 m   | 67,93 m   | 66,80 m    | 72,72 m       |
| Envergure               | 35,8 m    | 35,8 m    | 35,8 m    | 35,8 m    | 60,30 m   | 63,45 m   | 64,75 m    | 79,75 m       |
| Hauteur                 | 12,51m    | 11,76 m   | 11,76 m   | 11,76 m   | 17,73 m   | 17,53 m   | 17,05 m    | 24,09 m       |
| Largeur cabine          | 3,7 m     | 3,7 m     | 3,7 m     | 3,7 m     | 5,28 m    | 5,28 m    | 5,61 m     | 6,54 m 5,75 m |
| Largeur fuselage        | 3,95 m    | 3,95 m    | 3,95 m    | 3,95 m    | 5,64 m    | 5,64 m    | 5,96 m     | 7,14 m        |
| Masse à vide            | 56 t      | 60,03 t   | 64,03 t   | 75,6 t    | 168 t     | 232 t     | 192 t      | 361 t         |
| Masse maximum décollage | 68 t      | 77,3 t    | 79 t      | 97 t      | 242 t     | 380 t     | 280 t      | 560 t         |
| Masse atterrissage      | 59 t      | 63,9 t    | 67,4 t    | 79,2 t    | 182 t     | 246 t     | 205 t      | 386 t         |
| Vitesse de croisière    |           |           |           |           |           |           |            |               |
| Vitesse maximum         | Mach 0.82 | Mach 0.82 | Mach 0.82 | Mach 0.82 | Mach 0.86 | Mach 0.86 | Mach 0.89  | Mach 0.89     |
| Distance de décollage   | 1 780 m   | 1 850 m   | 2 100 m   | 2 430 m   | 2 770 m   | 3 180 m   | 2 200 m    | 2 880 m       |
| Autonomie               | 7 800 km  | 12 800 km | 11 100 km | 7 800 km  | 14 800 km | 18 300 km | 20 000 km  | 17 500 km     |
| Capacité Kérozène       | 27 500 l  | 37 400 l  | 34 350 l  | 32 900 l  | 139 090 l | 215 260 l | 165 000 l  | 324 560 l     |

## Concurrents
Boeing Business jet B737